# Lotto-Mobistar/1998
Deze pagina geeft een overzicht van de Lotto-Mobistar wielerploeg in  1998.

## Algemene gegevens
Sponsors: Belgische Nationale Loterij, Mobistar (telefonieaanbieder)
Ploegleiders: Jean-Luc Vandenbroucke, Jef Braeckevelt, Hugo De Dier, Ferdi Van Den Haute
Fietsmerk: Vitus

## Renners
| Naam                     | Geboortedatum | Nationaliteit | Ploeg 1997                  |
| ------------------------ | ------------- | ------------- | --------------------------- |
| Mario Aerts              | 31-12-1974    | België        | Vlaanderen 2002-Eddy Merckx |
| Fabien De Waele          | 19-07-1975    | België        |                             |
| Steve De Wolf            | 31-08-1975    | België        |                             |
| Christophe Detilloux     | 03-05-1974    | België        |                             |
| Ludo Dierckxsens         | 14-10-1964    | België        | Tönissteiner-Colnago        |
| Niko Eeckhout            | 16-12-1970    | België        |                             |
| Peter Farazijn           | 27-01-1969    | België        |                             |
| Wim Feys                 | 16-12-1971    | België        |                             |
| Joona Laukka             | 30-06-1972    | Finland       | Festina-Lotus               |
| Laurent Madouas          | 08-02-1967    | Frankrijk     |                             |
| Thierry Marichal         | 13-06-1973    | België        | Cédico-Ville de Charleroi   |
| Chris Peers              | 03-03-1970    | België        |                             |
| Jo Planckaert            | 16-12-1970    | België        |                             |
| Andrei Tchmil            | 22-01-1963    | België        |                             |
| Andrej Teterioek         | 20-09-1967    | Kazachstan    |                             |
| Kurt Van De Wouwer       | 24-09-1971    | België        | Vlaanderen 2002-Eddy Merckx |
| Paul Van Hyfte           | 19-01-1972    | België        |                             |
| Jean-Denis Vandenbroucke | 11-10-1976    | België        |                             |
| Rik Verbrugghe           | 23-07-1974    | België        |                             |
| Geert Verheyen           | 10-03-1973    | België        | Vlaanderen 2002-Eddy Merckx |
| Ludwig Willems           | 07-02-1966    | België        |                             |

## Belangrijke overwinningen
| GP de Lillers Geert Verheyen Japan Cup Fabien De Waele Parijs-Nice 6e etappe: Andrei Tchmil 7e etappe: Andrei Tchmil Kuurne-Brussel-Kuurne Andrei Tchmil Trofeo Luis Puig Andrei Tchmil | GP Stad Zottegem Paul Van Hyfte Kampioenschap van Vlaanderen Niko Eeckhout GP Briek Schotte Jo Planckaert GP Jef Scherens Jo Planckaert Ster van Bessèges 3e etappe: Jo Planckaert eindklassement: Jo Planckaert |

1985 · 1986 · 1987 · 1988 · 1989 · 1990 · 1991 · 1992 · 1993 · 1994 · 1995 · 1996 · 1997 · 1998 · 1999 · 2000 · 2001 · 2002 · 2003 · 2004 · 2005 · 2006 · 2007 · 2008 · 2009 · 2010 · 2011 · 2012 · 2013 · 2014 · 2015 · 2016 · 2017 · 2018 · 2019 · 2020 · 2021 · 2022 · 2023 · 2024 · 2025